# 尹錫悦韓国大統領の逮捕
尹錫悦韓国大統領の逮捕（ユンソンニョルかんこくだいとうりょうのたいほ、ハングル: 윤석열 체포; ハンチャ: 尹錫悅逮捕）とは、2025年1月15日に韓国第20代大統領の尹錫悦が韓国警察によって現職のまま逮捕された出来事である。
尹錫悦は、2024年12月3日の非常戒厳宣布に対する捜査を進めていた高位公職者犯罪捜査処（公捜処）による3度の召喚にいずれも応じなかった。この状況を受け、ソウル西部地方裁判所は2024年12月31日に逮捕令状(체포영장,逮捕令狀)を発行した。
韓国警察などから成る捜査本部は2025年1月3日、ソウル市龍山区漢南洞にある大統領官邸で1回目の逮捕令状執行を試みたが、大統領警護処による妨害があり、現場人員の安全上の懸念のため約5時間半後に執行を中断した。
その後、同月15日に捜査当局は2度目の逮捕令状執行を試み、同日10時33分に拘束令状が執行されたことで、尹錫悦は韓国憲政史上、初めて逮捕された現職大統領となった。

## 背景
2024年12月3日午後10時28分、尹錫悦大統領はテレビ演説を通じて「北朝鮮の共産勢力の脅威から自由大韓民国を守護し、わが国の自由と幸福を略奪している破廉恥な従北反国家勢力を一挙に剔抉し、自由憲政秩序を守るため」非常戒厳を宣布すると発表した。
布告令には、国会、地方議会、集会を含む政治活動の禁止や、言論の自由の停止といった内容も含まれていた。尹錫悦はまた、共に民主党と国民の力の代表を含め、さまざまな政治的反対者の逮捕を命令したと伝えられた。
実際には、確実に行われたのは選挙管理委員会への立ち入り調査であり、これが主目的の一つだったと事後に語られた。のちの弾劾裁判において、国会への軍隊投入の意図は議論が対立し、布告文はスタッフの間違いという証言も出たり、弾劾裁判の信用性にも問題があり、第三者的に明瞭となっていない。
国会には戒厳軍が配備され、国会警備隊は23時ごろより国会の出入口を全面遮断した。これによって警備隊とデモ隊、立法補佐官の間に衝突が起きた。 本会議に出席した議員190人全員が満場一致で戒厳令解除を要求する決議案を出し、これによって尹錫悦は12月4日午前4時30分、戒厳令を解除した。
その結果、尹錫悦大統領は12月14日に国会で弾劾された。憲法裁判所が罷免を承認するか否か最終決定するまでは、尹錫悦は職務停止となった。大統領権限代行となった韓悳洙国務総理は12月27日に弾劾され、経済副総理兼企画財政部長官であった崔相穆が現時点での大統領代行を務めている。

### 捜査と逮捕状
2024年12月11日、警察は尹錫悦を被疑者として立件し、 大韓民国大統領室に対する家宅捜索を試みた。しかし大統領警護処は協力を拒否し、警察関係者によれば「尹錫悦側が提出した書類と資料はごく一部」であった。また、国軍防諜司令部、特殊戦司令部、ソウル特別市警察庁、大韓民国警察庁、国会警備隊などに対する家宅捜索も実施された。
12月12日、検察は首都防衛司令本部を家宅捜索した。12月13日、警察は、戒厳令宣布当時に中央選挙管理委員会への警察力投入を指示した疑いで、京畿道南部警察庁を家宅捜索した。
尹錫悦は2024年12月14日に弾劾されて以後、ソウル龍山区漢南洞にある大統領官邸に留まった。
国会は12月27日、尹錫悦に対する内乱容疑を捜査するための国政調査特別委員会の構成案を、賛成191、反対71(棄権23)で通過させた。委員会は野党議員10人、国民の力議員7人、無所属議員1人を含む計18人の議員で構成されている。委員会は12月31日に正式に発足し、2025年2月13日まで運営される予定である。
高位公職者犯罪捜査処(公捜処)は尹錫悦に対し、12月18日、25日、29日の3度にわたって出席を要求したが、尹錫悦は応じなかった。公捜処は12月30日、尹錫悦に対する逮捕令状をソウル西部地方裁判所に請求し、裁判所は翌日に逮捕令状を発行した。当該の逮捕令状は2025年1月6日までの7日間有効であり、尹錫悦が拘束された場合、公捜処は48時間以内に、正式な逮捕状を請求するか、釈放するかを決定しなければならない。また、逮捕令状と同時に、捜索令状も発行されている。
尹錫悦側は、「(内乱罪)捜査権のない公捜処から請求された逮捕状が逮捕令状が発行されたことに驚き、到底受け入れられない」と述べ、「逮捕状は不法・無効」だと主張した。
2025年1月1日、尹錫悦は、韓国大統領が国民に向けて恒例で行ってきた「新年の辞」の代わりに、自身の支持者に向けた直筆サイン入りの手紙を書き、官邸前に集まっていた支持者たちにソク・ドンヒョン弁護士を通じてこれを手渡した。共に民主党所属の趙承来は、尹錫悦は妄想から抜け出すことができずに内乱を扇動している、と批判した。
ソウル西部地方裁判所が、尹錫悦に対する捜索令状に「刑事訴訟法第110条と第111条の適用は例外とする」という趣旨の文面を明示したことが、2025年1月1日にわかった。刑事訴訟法第110条、111条は、それぞれ軍事上、職務上の秘密を要する場所の場合は、責任者の承諾なしに押収・捜索ができないという内容である。大統領警護処は、両条文を大統領室・官邸・連絡場所等に対する家宅捜索を拒む際の根拠として引用してきたが、裁判所のこの決定により、警護処が捜査機関の官邸接近を阻む根拠がなくなった。

## 逮捕令状執行の試み（1次）

### 流れ
1月3日の朝、警察と高位公職者犯罪捜査処(公捜処)の捜査官らは、逮捕令状を執行するために、尹錫悦のいる大統領官邸に入った。執行にあたって投入された人員は、公捜処から30名、警察特殊団から120名を含み、150名程度であったと報じられた。このうち80名(公捜処捜査官30名、警察官50名)が官邸内部まで進入した。残り70名の警察官は官邸の外で待機し、後に一部の支援兵力が到着した。
逮捕令状執行に先立ち、官邸が建つ漢南洞の一帯に警察機動隊のバスが集まり、バスは周辺道路に壁状に配置された。歩道には一定間隔ごとにバリケードが置かれており、官邸入口も一部車両の出入り時を除いてはバスやバリケードによって閉ざされていた。
公捜処捜査官らは午前6時14分ごろ、5台の車両で、政府果川庁舎を発ち、漢南洞の大統領官邸へと向かった。公捜処捜査官らは午前8時ごろ官邸に進入し、逮捕令状執行を開始した。
しかし大統領警護処側が、職員数十人を動員した人間バリケードを作ってこれを妨害し、公捜処・警察と大統領警護処が対峙する事態となった。ソウル西部地方裁判所が刑事訴訟法第110条・111条の適用除外を決定したにもかかわらず、大統領警護処長の朴鐘俊は、「大統領警護法上の警護区域(である官邸)での捜索を許さない」と、捜査に対し強硬な姿勢を維持した。呉東運公捜処長は、尹錫悦の逮捕を妨害しようとする試みがある場合、職権乱用、権利行使妨害罪、特殊公務執行妨害罪が適用されうると警告した。共に民主党院内代表の朴賛大は、「逮捕作戦を妨害しようとする試みがある場合、内乱妨害および職務妨害の容疑で告発する」と明らかにした。
捜査官らが大統領警護処職員らによる人間バリケード(1次防御線)を突破すると、陸軍首都防衛司令部55警備団の兵士による人間バリケード(2次阻止線)が形成された。これにより軍兵力と捜査官らが約30分にわたって対峙し、一部で衝突も発生した。午前9時54分、公捜処が首都防衛司令部55警備団の2次阻止線を突破し、官邸の建物に最接近したことが報じられたが、その先では、大統領警護処が動員した車両10台余りがさらに3番目のバリケードを形成していた。この車両バリケードは、乗用車とバスを二重に停めて形成され、物理的に進入を遮断した。 車両バリケードの後方では、警護処と警護部隊の人員200人余りが列をなして出入りを統制した。これは、100余人であった逮捕チームの人員と比べてはるかに多い人数であり、官邸200ｍ手前の地点から進むことができなくなった。
公捜処は午後1時30分、逮捕令状執行を中止したことを発表した。共同調査本部は「継続的な対立状況で、事実上逮捕令状執行が不可能だと判断した」とし「執行妨害による現場人員の安全が懸念され、午後1時30分ごろ執行を中止した」と説明した。それとともに「今後の措置は、検討後に決定する予定」とし「法による手続きに応じなかった被疑者の態度に、深く遺憾の意を表する」とした。尹錫悦の弁護人数名は官邸へ入り、逮捕令状について、刑事訴訟法第110条、111条を繰り返し引用し、「大統領官邸において逮捕令状を執行することはできない」と主張した。弁護人らはまた、公捜処に内乱罪の捜査権限はなく、公捜処は法的根拠がない違法行為を行っていると主張した。
公捜処は1月4日、大統領代行の崔相穆に、尹錫悦大統領に対する逮捕令状執行への協力を要請する公文書を送った。

### その後
捜査当局は、逮捕執行を妨害した朴鐘俊大統領警護処長に対する特殊公務執行妨害罪の捜査に着手した。
1月5日、ソウル西部地方裁判所刑事7単独は、尹錫悦側が公捜処長を相手に行った逮捕・捜索令状執行に対する異議申立てを棄却した。異議申立てにおいて尹錫悦側は、「大統領は国軍の統帥権者であり、それ自体が軍事上の秘密にあたる」、「刑事訴訟法110・111条の適用除外は違法・違憲である」と主張した。また令状を請求した公捜処には内乱罪捜査権がなく、ソウル西部地方裁判所には管轄権がないとも主張した。裁判所はこれら3つの異議申立て事由をすべて棄却した。裁判所の挙げた棄却理由は以下の通り。
- 刑事訴訟法110条の「軍事上の秘密」は（場所的制限ではなく）「対象」に対する制限と解釈される。そのため、被告人発見を目的とする捜索の場合、110条は適用されない。
- 本事件の令状には内乱罪だけでなく、職権乱用、権利行使妨害罪の疑惑および事実が含まれている。これらは公捜処による捜査の対象となる犯罪であり、それと関連のある内乱罪を令状に含ませたからといって違法とは言えない。
- 大統領室および大統領官邸の所在地を管轄するソウル西部地方裁判所に令状を請求することは違法ではない。

1月6日、公捜処は、警察国家捜査本部に逮捕令状執行を一任するという内容の公文書を送ったと発表したが、警察は当該文書が法律に違反している可能性があるとして拒否した。以後、警察と公捜処は、共同調査本部体制を維持して執行にあたると発表した。
警察は1月6日のブリーフィングで、1度目の逮捕令状執行の際に「私兵がある程度動員された」ことが確認されたとした。また、逮捕令状を2度目に執行する際は尹錫悦の逮捕を積極的に試みる計画であり、尹錫悦の所在も確認していると明らかにした 。警察は、大統領警護処が再び物理的に執行を阻止する場合は彼らを逮捕することを、公捜処とともに検討していると明らかにしたほか、逮捕令状の2度目の執行時に警察特攻隊を投入する可能性にも触れた。
朴鐘俊大統領警護処長は1月10日、警察の召喚調査に出席し、崔相穆大統領権限代行に辞表を提出した。 

### デモ
逮捕令状が発行されると、漢南洞一帯では尹錫悦逮捕反対デモが開かれ、国民の力所属国会議員40名も参加した。1度目の逮捕令状執行予定日の前日であった1月2日には、警察によってデモ隊の一部が排除された。デモ隊は2020年アメリカ合衆国大統領選挙結果転覆の試みにおいて唱えられた不正選挙陰謀論のスローガン'Stop the Steal'を使用した。
1月3日、公捜処が逮捕令状執行を中断すると、漢江鎮駅近隣で逮捕要求デモが行われた。当時デモの参加者らは防寒のため銀箔のブランケットを着用していたが、その姿がチョコレート菓子「ハーシーキス (Hershey's Kisses, 허쉬 키세스)」に似ているとして、Kissesデモ(키세스 시위)とも呼ばれた。当初、デモの日程は1月4日土曜日までの予定であったが、警察によって民主労総組合員2人が連行されると、これに抗議し日曜日までデモが延長された。日曜日、警察は連行した民主労総組合員2人を釈放した。
朴賛大院内代表は尹錫悦について、「内乱の首魁が一ヶ月間官邸で極右YouTubeチャンネルを視聴し、極右勢力を扇動する怪異な状況」と、尹錫悦支持者らの動向と絡めて批判した。

## 逮捕令状執行（2次）
公捜処は1月7日、逮捕令状が再発布されたことを発表した。最初の逮捕令状が6日に期限切れとなったことを受け、再びソウル西部地方裁判所に逮捕状を請求し、同日発付された。
公捜処は1月14日、陸軍首都防衛司令部55警備団に対し、公捜処所属検事、捜査官および国家捜査本部所属捜査官、国防部調査本部捜査官の官邸への出入り許可を要請した。55警備団は逮捕令状執行に協力する旨の回答を行った。
1月15日午前4時6分ごろ、公捜処捜査チームの車両が大統領官邸前に到着した。公捜処と警察は午前5時10分ごろ、官邸前で尹錫悦の弁護人団に逮捕・捜索令状を提示した。官邸入口では尹錫悦の弁護人らと国民の力所属議員らが人間バリケードを作ってこれに抵抗した。公捜処と警察は午前5時45分ごろこの人間バリケードを突破して強制進入を試みたが、建物への進入には至らず、2時間以上にわたって対峙状況が続いた。午前7時30分ごろ、共同捜査本部の一部人員が梯子を使うなどして車両バリケードを突破し、官邸の敷地へ入ることに成功した。公捜処と警察はその後、午前8時過ぎに官邸内部へ進入した。
10時33分、共同調査本部は尹錫悦の逮捕令状を執行した。尹錫悦は大韓民国の憲政史上初めて逮捕された現職大統領となった。
尹錫悦は逮捕令状執行直前に2分48秒のビデオメッセージを録画し、同日に弁護人団を通じて発表した。映像内で尹錫悦は「公捜処の捜査を認めるわけではない」「大韓民国の憲法と法体系を守護しなければならない大統領として、このように不法で無効なこのような手続きに応じることは、これを認めるのではなく、望ましくない流血事態を防ぐための念に過ぎない」と述べたほか、官邸前の弾劾反対デモ隊に対し「私を応援し多くの支持を送って下さったことに対して、本当に感謝の言葉を申し上げる」と述べた。また逮捕された日の午後、尹錫悦の公式Facebookアカウントでは「国民に捧げる文(국민께 드리는 글)」と題した手紙の写真と手紙全文が公開された。手紙では、弾劾訴追の発端となった非常戒厳宣布が適法・適切であるという当初からの主張が再び行われたほか、不正選挙疑惑は陰謀論ではないという主張もなされた。
なお尹錫悦に対する逮捕令状執行の過程において、警察はキム・ソンフン大統領警護処次長とイ・グァンウ警護本部長を先に逮捕しようとしていたことがわかっている。2人に対する逮捕令状は前日の1月14日に発布されていた。警察は15日、官邸前で逮捕令状執行を妨害する警護処関係者らに対し、「キム・ソンフン警護処次長に対する逮捕令状を執行する」とし、「令状執行を妨害するな」という警告放送をしたという。

## その後の取り調べ
公捜処は、逮捕令状が執行された同日（1月15日）の午前11時、政府果川庁舎内の映像録画調査室にて、尹錫悦を相手に取り調べを始めた。これまで朴槿恵、李明博といった元大統領の取り調べが行われた際には特別調査室が設けられていたが、今回は既存の調査室での取り調べとなった。尹錫悦は取り調べに対して黙秘権を行使したほか、取り調べ中の映像録画を拒否した。取り調べは午後9時40分に終了し、尹錫悦の身柄はソウル拘置所に送られた。
韓国メディアによると公捜処と検察はもともと10日間ずつ計20日間の捜査期間を確保することで合意していたが、ソウル中央地裁は検察分の拘束延長を認めなかったため、1月26日、検察は尹錫悦を前倒しで起訴した。

## その後 弾劾裁判へ
公捜処によるこれらの行動は、権限外であるとか、申請の行動などで手続き的に違法であるとか、すべて同じ勢力人脈によるものであるとか、さまざまに批判があがっている。そういう様々な弾劾批判と弾劾支持派との間で1月から3月にかけて国を二分する激論・デモ頻発状況が生じる中で、弾劾裁判が行われていくことになった。